# 1992年夏季残疾人奥林匹克运动会巴基斯坦代表团
1992年夏季残疾人奥林匹克运动会巴基斯坦代表团是巴基斯坦派出的1992年夏季残疾人奥林匹克运动会代表团。未获得奖牌。